# مات غيليت
مات غيليت (بالإنجليزية: Matt Gillett)‏ هو لاعب دوري الرغبي أسترالي، ولد في 12 أغسطس 1988 في نيوساوث ويلز في أستراليا.